# Mexicali
Mexicali is de hoofdstad van de Mexicaanse deelstaat Baja California en de hoofdplaats van de gemeente Mexicali. De stad heeft 653.046 inwoners (census 2005). De naam van de stad is afkomstig van Mexico en Californië. De naam van de stad Calexico, vlak over de grens met de Verenigde Staten is op een gelijkaardige manier samengesteld. De stad ligt in de hete Sonorawoestijn, in het endoreïsch bekken van de Salton Sea.
Mexicali heeft een internationale luchthaven en de grootste Chinatown van Mexico. Veel mensen uit Mexicali hebben Chinese voorouders. Mexicali is verder bekend vanwege zijn stierengevechtarena. Mexicali is de noordelijkst gelegen stad van Mexico en dus ook van Latijns-Amerika.

## Geschiedenis
Voor de komst van de Europeanen werd het gebied bewoond door de Cucapá's, een geavanceerd landbouwvolk. De eerste Europeanen die zich hier vestigden, waren jezuïeten. Ten tijde van Porfirio Díaz werden er grootschalige landbouwprojecten opgestart, maar de stad Mexicali werd pas in 1903 gesticht. Net als de naburige steden Calexico en El Centro is de stad gepland door de Imperial Land Company.

## Landbouw
Vanwege de ligging in de buurt van de Colorado en de mogelijkheden tot irrigatie is er een belangrijke landbouwproductie in het gebied rond Mexicali, ondanks zijn ligging in de woestijn. Mexicali is tegenwoordig een van 's werelds grootste katoenproducenten. Door het grote waterverbruik van de landbouw door irrigatie bereikt er doorgaans geen water van de rivier de Colorado nog de Golf van Californië.

## Geboren
- Enrique Camarena (1947–1985), Mexicaans-Amerikaans undercoveragent voor de Drug Enforcement Administration (DEA)
- Lupita Jones (1968), model; in 1991 won zij de Miss Universeverkiezing